# Lancetmanakin
De lancetmanakin (Chiroxiphia lanceolata) is een zangvogel uit de familie manakins (Pipridae).

## Verspreiding
Deze soort komt voor van zuidwestelijk Costa Rica tot noordelijk Venezuela.

## Status
De grootte van de populatie is in 2019 geschat op 0,5-5 miljoen volwassen vogels. Op de Rode lijst van de IUCN heeft deze soort de status niet bedreigd.